# Mireille Mathieu chante Francis Lai
 (février 2017).
Si vous disposez d'ouvrages ou d'articles de référence ou si vous connaissez des sites web de qualité traitant du thème abordé ici, merci de compléter l'article en donnant les références utiles à sa vérifiabilité et en les liant à la section « Notes et références ».
Albums de Mireille Mathieu
Bonjour Mireille
(1971) Mireille Mathieu
(1972)
Mireille Mathieu chante Francis Lai est un album de la chanteuse française Mireille Mathieu sorti en 1972. Cet album est composé entièrement par Francis Lai mais avec aussi différents auteurs. Francis Lai chante également avec Mireille Mathieu sur deux chansons de l'album : Tout a changé sous le soleil et La vraie vie.

## Chansons de l'album
- Face 1

1. Tu riais (Pierre Barouh/Francis Lai)
2. À quoi tu penses, dis... (Catherine Desage/Francis Lai)
3. Je n'ai jamais eu de poupées (Catherine Desage/Francis Lai)
4. Je ne sais rien de toi (Catherine Desage/Francis Lai)
5. Et c'était bien (Pierre André Dousset/Francis Lai)
6. La vraie vie (Duo) (Catherine Desage/Francis Lai)

- Face 2

1. Tout a changé sous le soleil (Duo) (Catherine Desage/Francis Lai)
2. Au nord du nord (Catherine Argall/Francis Lai)
3. Tout pour être heureux (Catherine Desage/Francis Lai)
4. Quand un amour vient en décembre (Catherine Desage/Francis Lai)
5. Comme deux trains dans la nuit (Catherine Desage/Francis Lai)
6. Je t'aime à en mourir (Catherine Desage/Francis Lai)